# آن أنتان-كابيش
آن أنتان-كابيش (بالإنجليزية: An Antane-Kapesh)‏‏ (21 مارس 1926 في كيبك - 13 نوفمبر 2004 ) كاتِبة من كندا.